# Wypadek kolejowy w Santiago de Compostela
Wypadek kolejowy w Santiago de Compostela – wypadek kolejowy, do której doszło 24 lipca 2013 w hiszpańskim mieście Santiago de Compostela (w dzielnicy Angrois – około 3 km na północny zachód od stacji kolejowej). W wyniku wykolejenia się pociągu pasażerskiego dużych prędkości zginęło 80 osób, a ponad 178 zostało rannych, w tym 35 ciężko.

## Wykolejenie pociągu
Do wypadku doszło 24 lipca 2013 o godzinie 20:41 na linii kolei dużych prędkości łączącej Olmedo, Zamorę i Santiago de Compostela. Odcinek, na którym wydarzyła się tragedia został oddany do użytku w roku 2011. Wykolejony pociąg to RENFE seria 730 (jednostka RENFE seria 130 wzbogacona o spalinowe człony napędowe), którego prędkość maksymalna wynosi 250 km/h. Skład zespolony dużych prędkości należał do grupy Renfe Operadora, wykonywał kurs dla spółki Alvia, jechał z Madrytu do miasta Ferrol i liczył 13 wagonów; podróżowało nim 218 pasażerów oraz załoga.
Pociąg wykoleił się na łuku toru, trzy kilometry przed stacją Santiago de Compostela. Tuż przed odcinkiem, na którym obowiązuje ograniczenie prędkości do 80 km/h, skład poruszał się z prędkością 192 km/h. 4 sekundy i 250 m przed wypadkiem zostały włączone hamulce, które obniżyły prędkość do 153 km/h. Przy tej prędkości jako pierwsze wypadły z szyn człony zawierające napęd spalinowy – drugi i przedostatni w składzie pociągu, pociągając za sobą resztę składu – lekkich wagonów o zmiennym rozstawie kół produkcji Talgo. Wykolejone wagony uderzyły w mur oporowy wykopu, a po wypadku część z nich stanęła w płomieniach. W momencie wypadku maszynista prowadził służbową rozmowę przez telefon, podczas której otrzymał trzy sygnały ostrzegawcze.
Wstępnie jako główną przyczynę wypadku określono nadmierną prędkość. Jako okoliczności, które mogły się przyczynić do zdarzenia, wymieniono także to, że miejsce wypadku było na styku dwóch różnych systemów zabezpieczenia ruchu kolejowego – ogólnoeuropejskiego ETCS i hiszpańskiego ASFA. Zwraca się również uwagę na wysoko położony środek ciężkości w członach zawierających silniki spalinowe.

## Reakcje
Kondolencje przesłali przywódcy państw, w tym Prezydent RP Bronisław Komorowski, Prezes Rady Ministrów Donald Tusk i prezydent Estonii Toomas Hendrik Ilves; papież Franciszek zaapelował o modlitwę w intencji ofiar.
W Galicji wprowadzono tygodniową, a w Hiszpanii trzydniową żałobę narodową.

## Konsekwencje
Maszynista, Francisco José Garzón, został ranny w wypadku, trafił do szpitala, lecz decyzją sądu na proces oczekiwał na wolności pod dozorem. 52-latek miał trzydziestoletnie doświadczenie w prowadzeniu pociągów.
W maju 2014 r. hiszpańska policja aresztowała 11 pracowników państwowej firmy „ADIF”, zarządzającej infrastrukturą kolejową. Wszyscy oni pracowali na wysokich stanowiskach w czasie gdy linię, na której doszło do wypadku, dostosowywano do ruchu pociągów dużej prędkości.

## Galeria

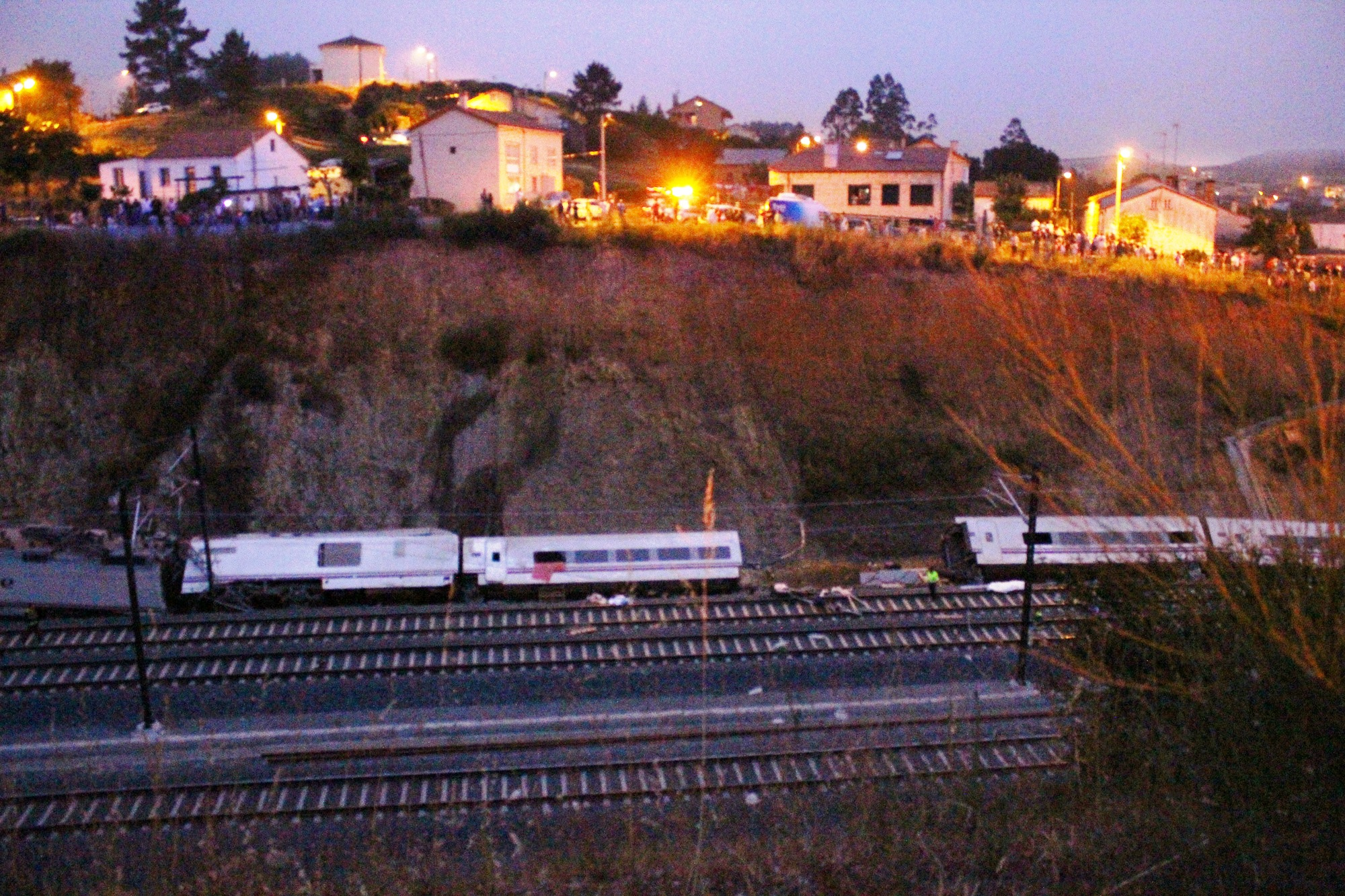
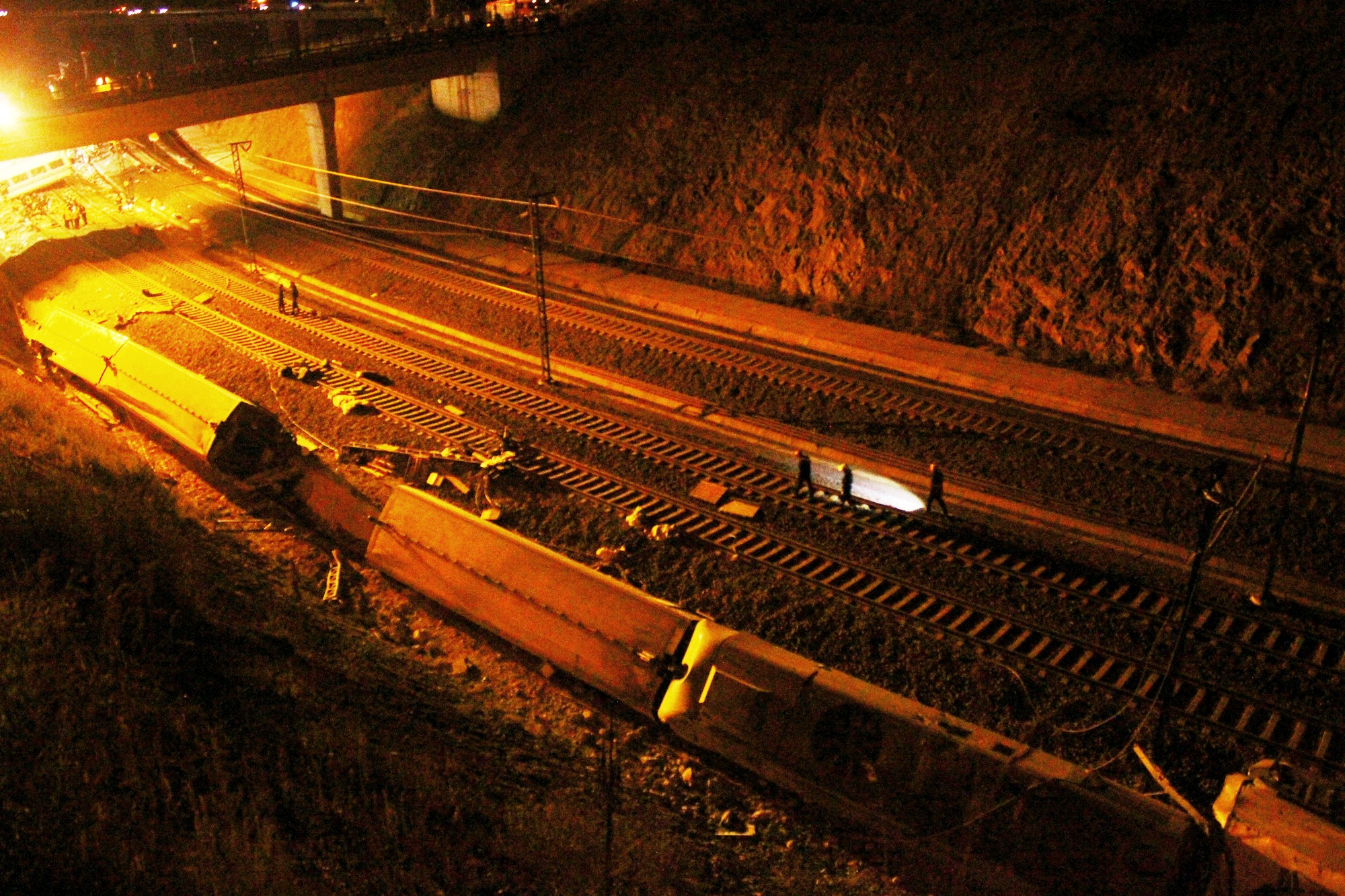
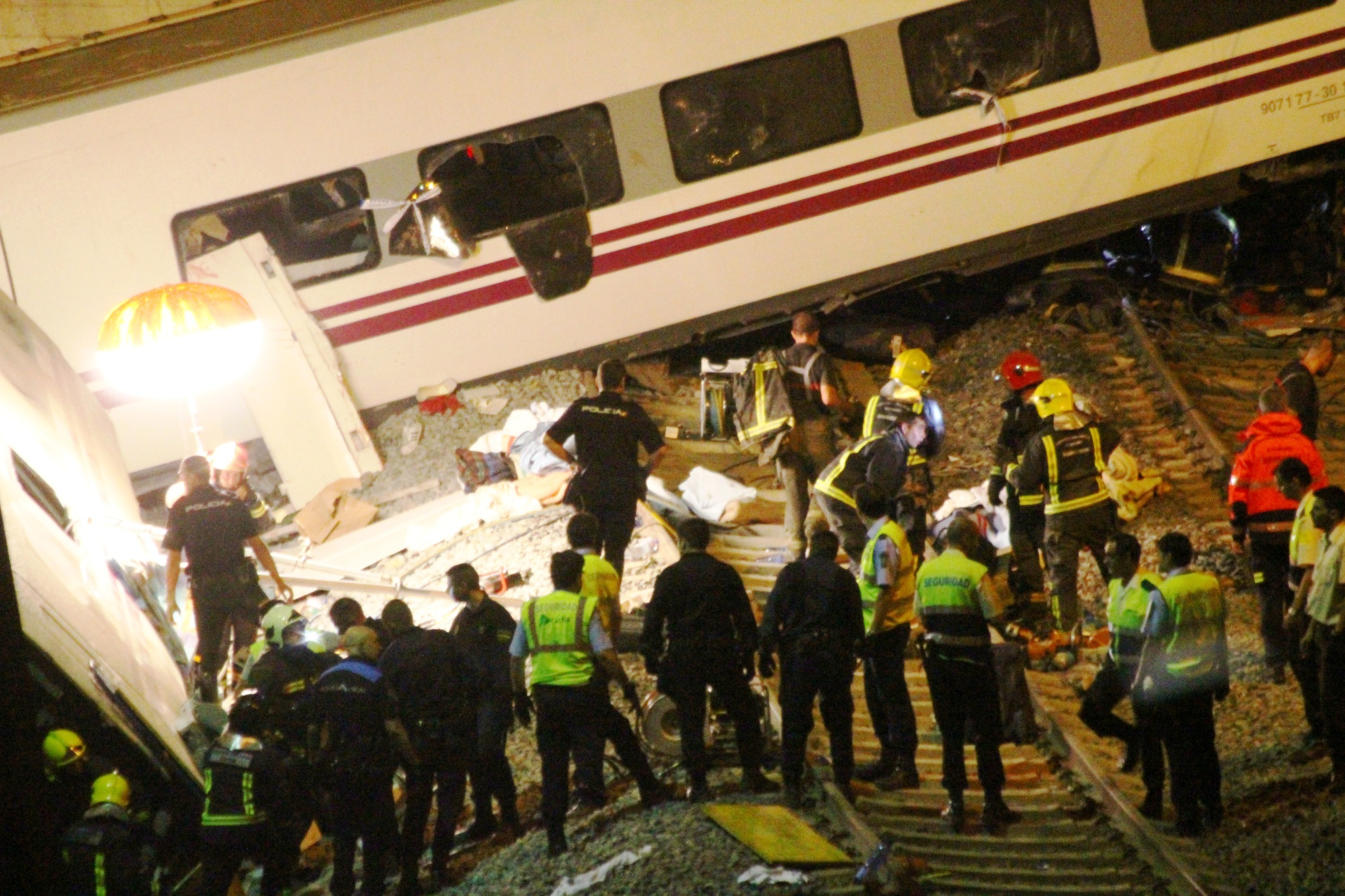
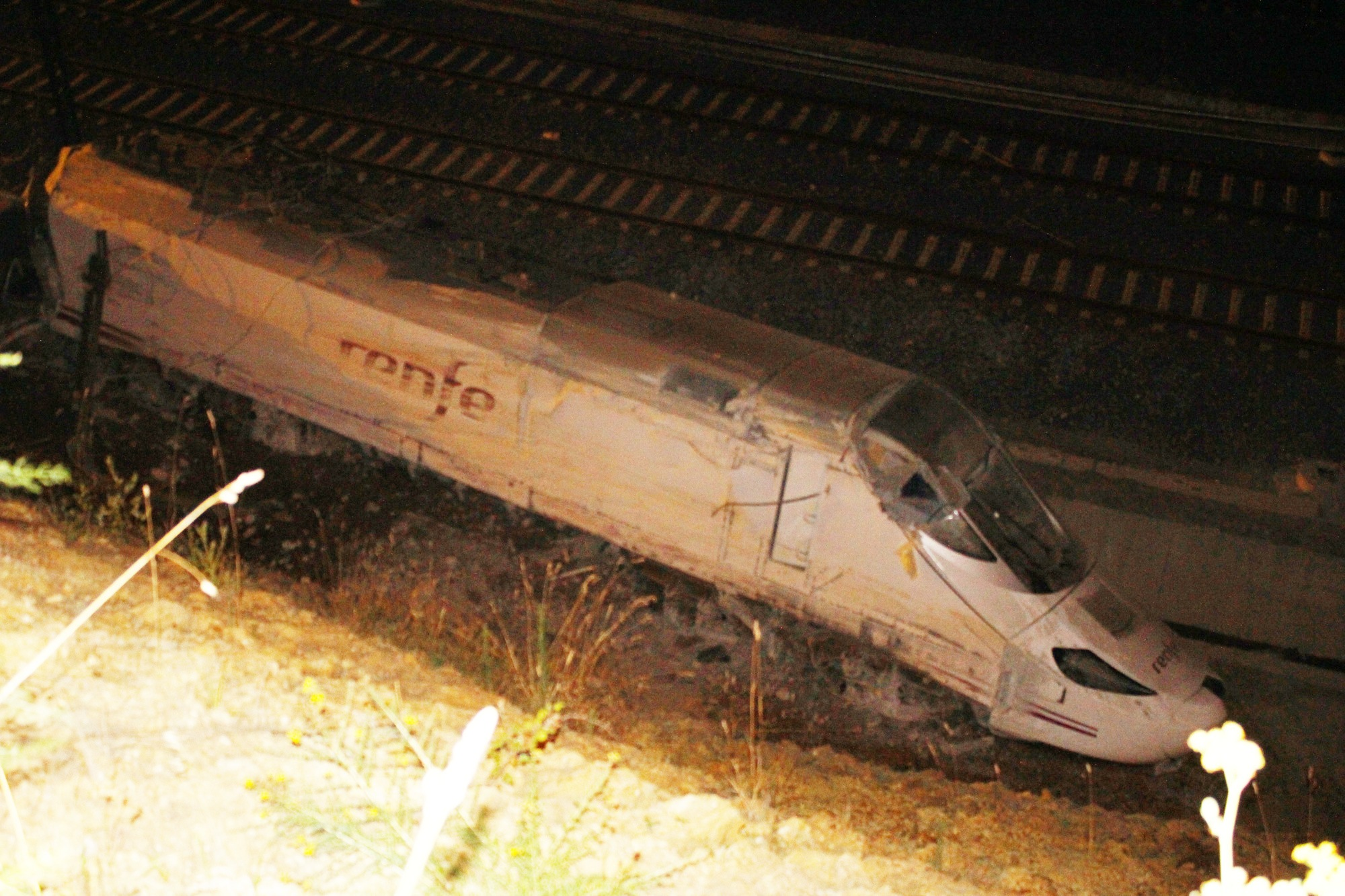